# Інфраструктура Тернополя

## Торгівля
У місті Тернополі зареєстровано 102 акціонерні товариства (ПАТ — 57, ПрАТ — 45).

### Торгові центри
| назва                 | площа        | адреса                            | фото | сайт                                                                   | примітки                                                  |
| Подоляни              | 49 тис. м²   | вул. Текстильна, 28ч              |      | podolyany.com.ua [Архівовано 7 квітня 2022 у Wayback Machine.]         | Крім закладів торгівлі, є ще заклади розваг та відпочинку |
| Орнава                | 15,1 тис. м² | вул. Торговиця, 15а               |      | ornava.prodexport.in.ua [Архівовано 28 липня 2020 у Wayback Machine.]  | У планах — добудова розважального комплексу               |
| Novus                 | 15 тис. м²   | вул. Перля, 3                     |      | novus.com.ua [Архівовано 5 грудня 2019 у Wayback Machine.]             |                                                           |
| Рай Центр             | 9,2 тис. м²  | вул. 15 Квітня, 5а                |      | rajcentr.prodexport.in.ua [Архівовано 1 липня 2020 у Wayback Machine.] | Крім закладів торгівлі, є ще піцерія та фітнес-центр      |
| Центральний універмаг | 5,8 тис. м²  | бульв. Т. Шевченка, 12            |      | tsum.te.ua                                                             | Крім закладів торгівлі, є ще ресторан                     |
| Ювілейний             | 5,7 тис. м²  | просп. Злуки, 45                  |      | rovex.info [Архівовано 1 листопада 2018 у Wayback Machine.]            | Крім закладів торгівлі, є ще кафе, бар та фітнес-центр.   |
| Оболоня*              | 4,9 тис. м²  | вул. Оболоня, 49                  |      |                                                                        | Будується. Назва умовна.                                  |
| Марципан              | 4,6 тис. м²  | вул. Кривоноса, 2б                |      | marcypan.prodexport.in.ua [Архівовано 1 липня 2020 у Wayback Machine.] |                                                           |
| Grand                 | 4,5 тис. м²  | площа Героїв Євромайдану, 4       |      |                                                                        | Колишній кінотеатр «Україна»                              |
| Атріум                | 3,5 тис. м²  | вул. Й. Сліпого, 7                |      | atriumcenter.com.ua [Архівовано 1 квітня 2022 у Wayback Machine.]      | Крім закладів торгівлі, є ще заклади відпочинку           |
| Фуршет                |              | вул. Стуса, 1                     |      |                                                                        |                                                           |
| Євроринок             |              | вул. Руська, 44                   |      |                                                                        | Колишній «Дитячий світ»                                   |
| Королівський          |              | вул. Митрополита Шептицького, 11  |      |                                                                        | Крім закладів торгівлі, є ще кафе-бар                     |
| Будь ласка            |              | вул. Митрополита Шептицького, 6   |      |                                                                        |                                                           |
| Аріол                 |              | вул. Торговиця, 31                |      | ariol.info                                                             | Крім закладів торгівлі, є ще кафе-бар                     |
| Plazma                |              | вул. Торговиця, 37а               |      |                                                                        |                                                           |
| Аляска                |              | вул. В. Великого, 7а              |      |                                                                        |                                                           |
| Soteria               |              | вул. Митрополита Шептицького, 23б |      |                                                                        |                                                           |
| Збруч                 |              | вул. Торговиця, 11                |      |                                                                        | Фактично — на вул. Шептицького                            |

Торговий комплекс, вул. Шептицького, 2
Торгові комплекси, вул. Шептицького, 3а/5а/7а
Торговий комплекс, вул. Мазепи, 26
Торговий комплекс, просп. С. Бандери, 47
Торговий комплекс, бульв. Петлюри, 2б
Торговий комплекс, вул. 15 Квітня, 15а
Торговий комплекс, вул. 15 Квітня, 37а

### Ринки
| назва           | адреса                | фото | примітки |
| Центральний     | вул. Торговиця, 9     |      | ТОВ «Тернопільський міський ринок»; ринки «Юмакс», «Бесарабка», «Тріумф», «Південний», «Котломонтаж», «Центральний речовий ринок» |
| Комунальний     | вул. Шептицького, 28  |      | Комунальний продовольчий ринок |
| Оріон           | вул. 15 Квітня, 6     |      | Розташований у приміщенні радіозаводу «Оріон»                                                                                     |
| Галицький ринок | вул. Л. Курбаса, 5    |      | Тимчасово не діє |
| Західний        | вул. Об'їзна, 12      |      | |
| Аляска          | бульв. П. Куліша, 1   |      | Філія ТОВ «Тернопільський міський ринок»                                                                                          |
| Новий           | просп. Злуки, 45      |      | Філія ТОВ «Тернопільський міський ринок»                                                                                          |
| Ласкаво просимо | майдан Перемоги, 4    |      | |
| Темза           | вул. Нечая, 25        |      | Торгівля ведеться лише у приміщенні                                                                                               |
| Рандеву         | вул. Лесі Українки, 4 |      | Торгівля ведеться лише у приміщенні                                                                                               |
| Новий+          | вул. Слівенська, 1    |      | Торгівля ведеться лише у приміщенні                                                                                               |
| Мандарин        | вул. Купчинського, 2а |      | Торгівля ведеться лише у приміщенні                                                                                               |

### Продуктові супермаркети
- «Барвінок» (8 супермаркетів та кілька дрібних магазинів), «Фуршет», «Сільпо» (4), «Універсам», «Берегиня», «Хмельничанка», «Галичаночка», «Наш край» (1 супермаркет та 1 міні-маркет), Продлюкс», «Рукавичка», «Novus» та кілька дрібніших супермаркетів.

### Продуктові гуртовні
- «Ровекс Cash&Carry»[2], «Пакко», «Бери-Вези», «Аріол».

### Будівельні торгові центри
- «Арс» (супермаркет), «Епіцентр» (гіпермаркет), «Наша оселя» (торговий центр).

### Меблеві торгові центри
- «Арс», «Нова», «Home Express».

### Супермаркети побутової та цифрової техніки
- «Ельдорадо», «Ельмарт» (2), «Фокстрот» (2), «Білий лебідь» (1 супермаркет та 1 магазин), «Орбіта», «Мегалюкс», «КТС», «Web House», «Comfy» та інші.

## Розважальна та відпочинкова інфраструктура, бізнес-центри

### Розважальні центри
| назва     | адреса                  | фото | сайт                                                                   | розваги, примітки |
| Подоляни  | вул. Текстильна, 28ч    |      | podolyany.com.ua [Архівовано 7 квітня 2022 у Wayback Machine.]         | Боулінг, більярд, концерт-хол (нічний клуб), льодова ковзанка, пивний паб, ресторани, піцерія, кондитерські кафе. Також є заклади торгівлі |
| Марципан  | вул. Кривоноса, 2б      |      | marcypan.prodexport.in.ua [Архівовано 1 липня 2020 у Wayback Machine.] | Боулінг, бургер-паб, караоке-бар, більярд                                                                                                  |
| Атріум    | вул. Сліпого, 7         |      | atriumcenter.com.ua [Архівовано 1 квітня 2022 у Wayback Machine.]      | Ресторани, виставковий зал, дитяча кімната, фітнес-центр                                                                                   |
| Корона    | вул. Торговиця, 7       |      | korona.0352.ua                                                         | Ресторани, нічний клуб |
| Amsterdam | вул. Монастирського, 50 |      |                                                                        | Більярд, ресторан, бар, пивний паб, караоке-клуб. Перший поверх не задіяний )                                                              |
| Алігатор  | вул. Гайова, 29         |      | alligator.te.ua [Архівовано 9 квітня 2022 у Wayback Machine.]          | Ресторан, аквапарк, сауна, фітнес-центр, готель. Тимчасово не діють нічний клуб, боулінг, більярд                                          |
| Riverpool | вул. Чумацька, 14а      |      | riverpool.com.ua                                                       | Заклади громадського харчування, клуб спортивного покеру, нічний клуб, пляж, прокат катамаранів                                            |
| Maxim     | вул. Білецька, 1        |      | maxim.te.ua [Архівовано 6 травня 2022 у Wayback Machine.]              | Ресторани, лаунж-бар, опен-бар, літній майданчик, нічний клуб. Фактичне розташування — на вул. Замковій                                    |

Також на вул. Гетьмана Сагайдачного, 11, діє ресторанний комплекс «Андріївський».

### Нічні розважальні заклади
| назва      | адреса                  | фото | 'сайт / соцмережі'                                                | примітки                                                                 |
| Riverpool  | вул. Чумацька, 14а      |      | riverpool.com.ua                                                  | Молодіжний нічний клуб                                                   |
| Бомба      | вул. Гжицьких, 3        |      | bombaclub.com.ua                                                  | Молодіжний нічний клуб                                                   |
| Корона     | вул. Торговиця, 7       |      | korona.0352.ua                                                    | Молодіжний нічний клуб                                                   |
| Опера      | вул. Білецька, 1        |      | maxim.te.ua [Архівовано 6 травня 2022 у Wayback Machine.]         | У РК «Maxim». Ресторан-клуб. Фактичне розташування — на вул. Замковій    |
| Allure     | просп. Злуки, 45        |      | allureclub.com.ua                                                 | У приміщенні ЦДМІ ім. О. Довженка (вхід ліворуч). Молодіжний нічний клуб |
| Братислава | вул. С. Будного, 10     |      | bratislava.te.ua [Архівовано 1 квітня 2022 у Wayback Machine.]    | Ресторан-клуб                                                            |
| Forum Hall | просп. Злуки, 45        |      | forumhall.com.ua [Архівовано 19 травня 2019 у Wayback Machine.]   | Караоке-бар                                                              |
| Amsterdam  | вул. Монастирського, 50 |      | vk.com/club48757609 [Архівовано 25 липня 2019 у Wayback Machine.] | Караоке-клуб                                                             |

### Розваги та відпочинок на воді
| назва                                             | адреса                                        | фото | 'сайт / соцмережі'                                            | примітки |
| Дальній пляж                                      | Північно-західний берег Тернопільського ставу |      | vk.com/dalniy_ternopil                                        | Піщаний пляж, спуск пологий. Офіційно пляжний сезон діє протягом літа. Вхід і плавання безкоштовні, інші послуги платні. Комунальна власність міста. |
| Пляж «Riviera beach» (при РЦ «Riverpool»)         | Південно-західний берег Тернопільського ставу |      | riverpool.com.ua                                              | Пірс, спуск по драбинах, доріжки для плавання, дитячий басейн. Діє в теплий період року. Послуги платні. Приватна територія.                         |
| Басейн клубу любителів зимового плавання «Нептун» | гідропарк «Сопільче»                          |      | neptyn.at.ua [Архівовано 1 квітня 2022 у Wayback Machine.]    | У народі називають «моржатником». Купання безкоштовне. Спуск по сходах. Вода постійно проточна. Діє протягом року.                                   |
| Аквапарк «Лімпопо» (у РК «Алігатор»)              | вул. Гайова, 29                               |      | alligator.te.ua [Архівовано 9 квітня 2022 у Wayback Machine.] | Гірки, доріжки для плавання, дитячий басейн, сауна. Діє протягом року. Послуги плані. Приватний заклад.                                              |

### Відпочинок на льоду та зимові розваги
| назва                                 | адреса                                        | фото | сайт                                                                   | примітки |
| Ковзанка «Ескімос» (у ТРЦ «Подоляни») | вул. Текстильна, 28ч                          |      | eskimos.podolyany.com.ua [Архівовано 7 квітня 2022 у Wayback Machine.] | Діє протягом року. Послуги платні. |
| Ковзанка біля центрального причалу    | Південно-східна околиця Тернопільського ставу |      | pondhockey.jimdo.com [Архівовано 1 травня 2019 у Wayback Machine.]     | Діє у січні-лютому за умови міцної криги. Облаштовують у рамках змагань із хокею на озері «Ternopil Hockey Classic». Катання безкоштовне.            |
| Гірськолижний комплекс «Савич-парк»   | вул. Тарнавського                             |      | savich-park.te.ua [Архівовано 9 квітня 2022 у Wayback Machine.]        | Діє від грудня до березня при необхідній товщині снігового покрову. Прокат спорядження. Діє бугельний підйомник, послуга платна. Спуск безкоштовний. |

### Кінотеатри
| назва       | адреса                                  | фото | 'сайт / соцмережі'                                                     | примітки                                    |
| Сінема-сіті | вул. Текстильна, 28ч (у ТРЦ «Подоляни») |      | cinemaciti.ternopil.ua [Архівовано 14 березня 2022 у Wayback Machine.] | 4 зали                                      |
| 5D Cinema   | вул. Текстильна, 28ч (у ТРЦ «Подоляни») |      |                                                                        |                                             |
| Палац кіно  | вул. Франка, 8                          |      | vk.com/palac.kino [Архівовано 7 травня 2021 у Wayback Machine.]        | комунальний заклад Тернопільської міськради |

### Готелі
| назва       | адреса                            | фото | сайт                                                                | примітки    |
| Галичина    | вул. Чумацька, 1а                 |      | hotelhalychyna.com [Архівовано 2 квітня 2022 у Wayback Machine.]    |             |
| Тернопіль   | вул. Замкова, 14                  |      | hotelternopil.com [Архівовано 3 березня 2022 у Wayback Machine.]    |             |
| Вокзальний  | Привокзальний майдан, 1           |      |                                                                     |             |
| Центральний | бульв. Т. Шевченка, 25            |      |                                                                     |             |
| Юхнович     | вул. Родини Барвінських, 3а       |      | uhnovych.com [Архівовано 18 січня 2019 у Wayback Machine.]          |             |
| Алігатор    | вул. Гайова, 29                   |      | alligator.te.ua [Архівовано 9 квітня 2022 у Wayback Machine.]       |             |
| Рута        | вул. Медова, 2                    |      | hotel-ruta.ho.ua [Архівовано 11 квітня 2022 у Wayback Machine.]     |             |
| Чайка       | вул. Білецька, 52                 |      |                                                                     |             |
| Сапсан      | вул. Білецька, 49а                |      |                                                                     |             |
| Монако      | вул. Тернопільська, 8а            |      | monaco.te.ua [Архівовано 18 квітня 2022 у Wayback Machine.]         |             |
| Retro Car   | вул. Микулинецька, 116а           |      |                                                                     |             |
| Версаль     | вул. Львівська, 34                |      | versal.te.ua [Архівовано 4 жовтня 2019 у Wayback Machine.]          |             |
| Диканька    | вул. 15 Квітня, За                |      | dykanka.te.ua                                                       |             |
| У Василя    | просп. С. Бандери, 29             |      |                                                                     |             |
| Pallada     | вул. С. Будного, 1                |      | palladahotel.com.ua [Архівовано 23 березня 2022 у Wayback Machine.] |             |
| Братислава  | вул. С. Будного, 12               |      | bratislava.te.ua [Архівовано 1 квітня 2022 у Wayback Machine.]      |             |
| Глобус      | вул. С. Будного, 18               |      | hotel-globus.com [Архівовано 1 квітня 2022 у Wayback Machine.]      |             |
| Віват       | вул. С. Будного, 22а              |      | hotelvivat.te.ua [Архівовано 9 січня 2016 у Wayback Machine.]       | Мотель      |
| Тернозавр   | с. Петриків, вул. Об'їзна, 12/12а |      |                                                                     |             |
| Джентльмен  | с. Петриків, вул. Дорошенка, 3    |      | gentleman.te.ua [Архівовано 30 березня 2022 у Wayback Machine.]     |             |
| Камелот     | с. В. Гаї, вул. Об'їзна, 6        |      | hotel-kamelot.te.ua [Архівовано 22 квітня 2022 у Wayback Machine.]  |             |
| Злагода     | с. Смиківці, вул. Злагоди, 1      |      | zlagoda.te.ua [Архівовано 15 квітня 2022 у Wayback Machine.]        | екс Глобус+ |

### Бізнес-центри
| назва      | адреса                  | фото | примітки                                                                                                   |
| Добробуд   | вул. Микулинецька, 3а   |      | |
| Облагробуд | вул. Крушельницької, 18 |      | Колишнє адміністративне приміщення обласного управління з аграрного будівництва «Облагробуд»               |
| Збруч      | вул. Торговиця, 11      |      | Колишнє адміністративне приміщення видавництва «Збруч»                                                     |
| Кристал    | вул. Торговиця, 15б     |      | |
| Терен      | вул. Медова, 12         |      | Колишній офіс страхової компанії «Терен»                                                                   |
| Олімп      | вул. Медова, 18/20/22   |      | |
| Україна    | бульв. Т. Шевченка, 23  |      | Колишній готель «Україна»                                                                                  |
| Ромашка    | вул. Грушевського, 23   |      | Раніше будинок повністю займало ательє «Ромашка». Крім офісів, розміщені заклади побутового обслуговування |
| Роксолана  | вул. Руська, 21         |      | Крім офісів, розміщені заклади побутового обслуговування                                                   |
| Оріон      | вул. 15 Квітня, 6       |      | Колишнє адміністративне приміщення радіозаводу «Оріон»                                                     |

Бізнес-центр, вул. Медова, 2
Бізнес-центр, вул. Шептицького, 4а/4б
Офісний центр, вул. Пирогова, 2а
Бізнес-центр, просп. С. Бандери, 33
Бізнес-центр, просп. С. Бандери, 50
Бізнес-центр, просп. С. Бандери, 63
Офісний центр, вул. Б. Хмельницького, 23
Офісний центр, вул. Б. Хмельницького, 18
Офісний центр, вул. Б. Хмельницького, 19
Офісний центр, вул. Шашкевича, 3
Офісний центр, вул. Старий Поділ, 14
Офісний центр, вул. Старий Поділ, 25
Офісний центр, вул. Чорновола, 1а
Офісний центр, вул. За Рудкою, 33
Бізнес-центр, вул. Мазепи, 10
Офісний центр, вул. Тролейбусна, 11а

## Культурно-мистецькі заклади

### Театри
| назва                                                                    | адреса                     | фото | сайт                                                         |
| Тернопільський академічний обласний драматичний театр ім. Т. Г. Шевченка | бульв. Т. Шевченка, 22     |      | theatre.te.ua [Архівовано 13 квітня 2022 у Wayback Machine.] |
| Тернопільський академічний обласний театр актора і ляльки                | вул. Січових Стрільців, 15 |      | teatr.te.ua [Архівовано 11 травня 2022 у Wayback Machine.]   |

### Концертні зали та будинки культури
| назва                                                                 | адреса                                  | фото | заходи                                                          | сайт / соцмережі                                               | примітки                                                |
| Тернопільська обласна філармонія                                      | вул. Князя Острозького, 11              |      | концерти симфонічного та камерного оркестрів, гастролі          | filarmoniya.te.ua                                              | комунальний заклад Тернопільської облради               |
| Український дім «Перемога»                                            | бульв. Т. Шевченка, 27                  |      | концерти, кінопокази, покази мод, конференції                   | fb.com/groups/575898762557284                                  | комунальний заклад Тернопільської міськради             |
| Будинок культури «Кутківці»                                           | вул. Дарії Віконської, 1                |      | концерти, фестивалі, дискотеки                                  | vk.com/public72313590                                          | комунальний заклад Тернопільської міськради             |
| Будинок культури «Пронятин»                                           | вул. Мирна, 43                          |      | концерти, фестивалі, дискотеки                                  |                                                                | комунальний заклад Тернопільської міськради             |
| Будинок культури Тернопільського району                               | вул. Шкільна, 4                         |      | концерти, фестивалі                                             |                                                                | комунальний заклад Тернопільської районної ради         |
| Будинок культури «Залізничник»                                        | просп. С. Бандери, 11                   |      | концерти, конференції                                           |                                                                | належить Тернопільській дирекції залізничних перевезень |
| Палац культури «Ватра»                                                | вул. Микулинецька, 46                   |      | концерти, конференції                                           | vatra.te.ua [Архівовано 12 серпня 2020 у Wayback Machine.]     | належить ТОВ «ОСП Корпорація ВАТРА»                     |
| Палац культури «Березіль» ім. Леся Курбаса                            | вул. Миру, 6                            |      | концерти, фестивалі, конференції                                | berezil.com.ua                                                 | комунальний заклад Тернопільської міськради             |
| Тернопільський центр дозвілля та молодіжних ініціатив ім. О. Довженка | просп. Злуки, 45                        |      | концерти, фестивалі, конференції                                |                                                                | комунальний заклад Тернопільської міськради             |
| Концерт-хол «Подоляни»                                                | вул. Текстильна, 28ч (у ТРЦ «Подоляни») |      | концерти, вечірки, виставки, семінари, конференції, презентації | podolyany.com.ua [Архівовано 7 квітня 2022 у Wayback Machine.] | приватний заклад                                        |

### Музеї
| назва                                                                                 | адреса                      | фото | сайт                                                           |
| Тернопільський обласний краєзнавчий музей                                             | площа Героїв Євромайдану, 3 |      | tokm.com.ua [Архівовано 14 травня 2022 у Wayback Machine.]     |
| Тернопільський обласний художній музей                                                | вул. С. Крушельницької, 1   |      |                                                                |
| Тернопільський історико-меморіальний музей політичних в'язнів                         | вул. Коперника, 1           |      |                                                                |
| Артгалерея Тернопільської обласної організації Національної спілки художників України | вул. Сагайдачного, 13       |      |                                                                |
| Бункермуз                                                                             | бульв. Т. Шевченка, 1       |      | bunkermuz.te.ua [Архівовано 19 квітня 2022 у Wayback Machine.] |

Також у технічному університеті діє Музей Івана Пулюя.